# مثلث شيرين
مثلث شيرين منطقة من الجلد ذات فرط حس توجد في التهاب الزائدة الدودية الحاد. كان قد وصفها الجراح الإنجليزي جيمس شيرين [الإنجليزية]. يحدها خطوط تنضم إلى الشوكة الحرقفية الأمامية العلوية، الحدبة العانية والسرة.